# Presas de Gabčíkovo-Nagymaros

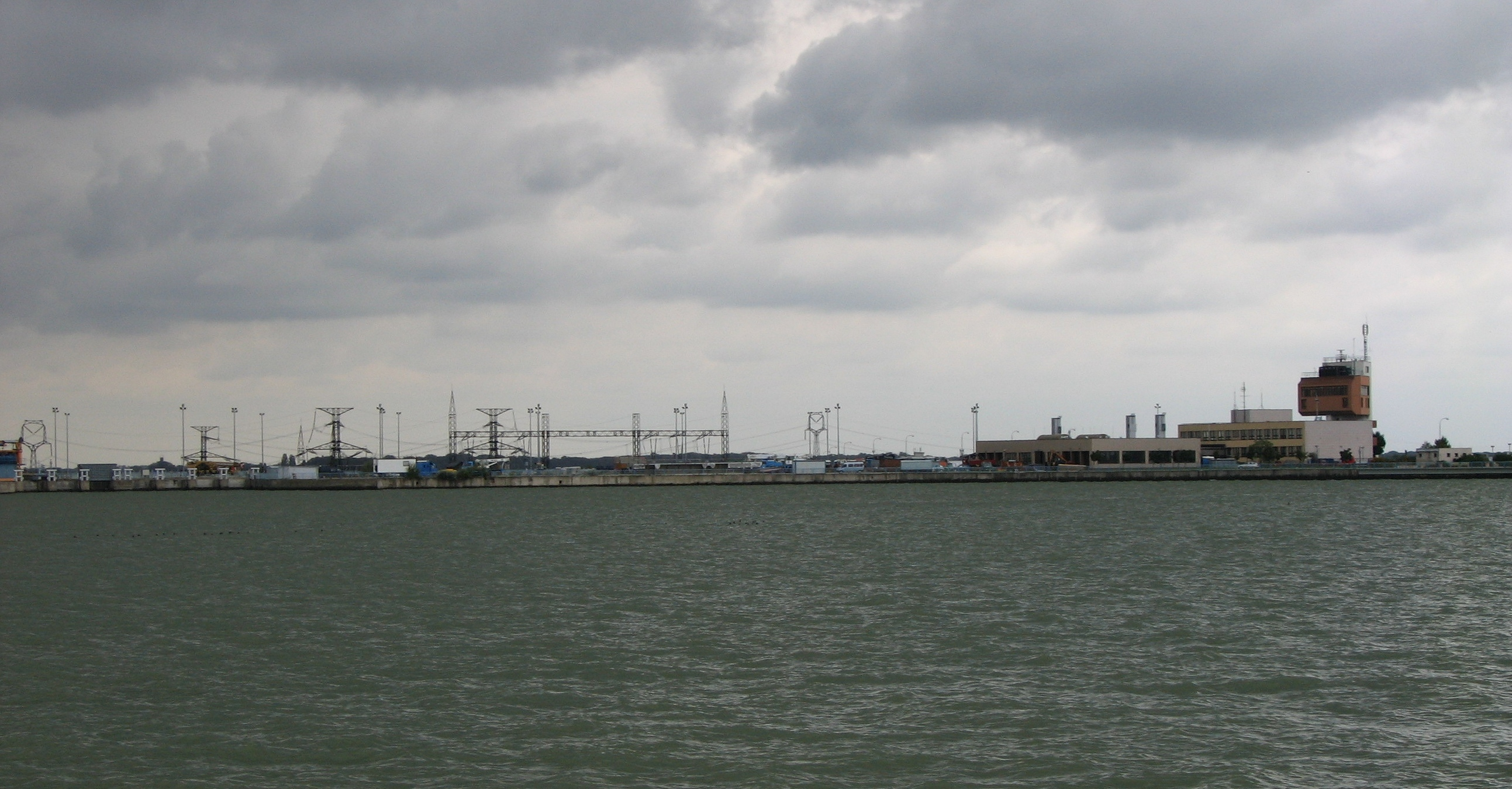
Presa de Gabčíkovo, prácticamente completada por Eslovaquia.

Las presas de Gabčíkovo-Nagymaros son un proyecto de embalse en el Danubio, en una zona fronteriza entre Eslovaquia y Hungría. Iniciadas el 16 de septiembre de 1977 con la firma del tratado de Budapest, el proyecto pretendía evitar riadas catastróficas, mejorar la navegabilidad del río y generar electricidad. Sin embargo, las presas son objeto de un litigio internacional con relación a su construcción y su aprovechamiento. El caso fue llevado conjuntamente por Hungría y Eslovaquia ante la Corte Internacional de Justicia en 1993. La Corte emitió un primer fallo el 25 de septiembre de 1997. Eslovaquia ha pedido un fallo adicional desde 1998.

## Historia
La Hungría y Checoslovaquia firmaron el 13 de septiembre de 1977 un tratado bilateral que prevé la construcción sobre el Danubio de un sistema de esclusas y de una central hidroeléctrica. Las consecuencias medioambientales de esta inmensa obra se subestimaron y se produjeron protestas ecologistas en ambas márgenes del río para detener los trabajos. Tras la caída del gobierno comunista, Hungría suspendió las obras en 1989 invocando motivos ecológicos y posteriormente denunció el tratado en 1992. Aunque consciente de los deterioros sobre el medio ambiente, el ejecutivo eslovaco, que había acabado el 90 % de los trabajos, prosiguió la obra en noviembre de 1991 con una "variante C" que implicaba el desvío del río. 
El caso fue llevado conjuntamente por Hungría y Eslovaquia ante la Corte Internacional de Justicia en 1993. La Corte falló el 25 de septiembre de 1997 condenando a ambos países por infringir el tratado. En ausencia de resolución efectiva del conflicto, Eslovaquia ha pedido un fallo adicional desde 1998, en lo concerniente sobre todo a la interpretación del primer fallo. Desde entonces, un proyecto de acuerdo sobre la ejecución del fallo es objeto de negociaciones entre ambos gobiernos.